# Polyacétate de vinyle
L'acétate de polyvinyle ou le poly(acétate de vinyle) (PVAC) (mais parfois aussi PVA, à ne pas confondre avec le PVA désignant l'alcool polyvinylique) est un polymère synthétique. Il est synthétisé par polymérisation de l'acétate de vinyle. L'hydrolyse complète ou partielle de ce polymère permet de fabriquer l'alcool polyvinylique ; il s'agit d'une saponification. Cette réaction a été découverte par le chimiste allemand Fritz Klatte en 1912.

## Utilisations
- Le PVAc est vendu en guise de colle sous forme d'émulsion dans de l'eau. Il s'agit de la « colle blanche » particulièrement efficace sur les matériaux poreux comme le bois, le papier ou le tissu. Ainsi, la colle PVAc est utilisée notamment dans la fabrication de livres (pour sa flexibilité et son caractère non-acide contrairement à beaucoup de polymères).

- Aux États-Unis, une des marques de colle les plus populaires, Elmer's Glue, est composée de PVAc.

- On emploie également le poly(acétate de vinyle) pour fabriquer des copolymères plus coûteux avec des acrylates. Ils sont exploités dans la chimie du papier, des peintures et celle des revêtements industriels.

- Il est utilisé également pour protéger les fromages des moisissures et de l'humidité.

- Il est attaqué par l'alcali, qui lui fait subir une hydrolyse aboutissant à la formation d'acide acétique.

- Les composés borés, comme l'acide borique ou le borax, entraînent la réticulation du PVAc qui forme alors une pâte comparable au Silly Putty.

- Le PVAc est couramment utilisé pour fabriquer du papier-mâché.

## Commerce
En 2014, la France est nette importatrice de polyacétate de vinyle, d'après les douanes françaises. Le prix moyen à la tonne à l'import était de 1 200 €.